# Werner Sindemann
Werner Sindemann (* 16. November 1932; † 18. September 2019 in Köln) war ein deutscher Opernsänger (Bariton). Er wirkte über 50 Jahre am Kölner Opernhaus.

## Leben
Werner Sindemann, als Sohn eines Ingenieurs in Schlesien geboren, wuchs in Magdeburg in einem protestantisch geprägten Elternhaus auf. Während seiner Schulzeit sang er im Extrachor des Stadttheaters Magdeburg und im Magdeburger Domchor. Seine Gesangsausbildung absolvierte er, nach Vermittlung durch die Sängerin Agnes Giebel, an der Folkwang-Schule Essen, wo er insgesamt fünf Jahre studierte. 1958 erhielt er, gemeinsam mit seiner Mitstudentin Pina Bausch, den erstmals vergebenen Folkwang-Preis. Sindemann sang anfangs in zahlreichen Chören und wirkte bei Aufführungen von geistlichen Werken, u. a. von Bach und Händel, mit.
1961 wurde er von Wolfgang Sawallisch, dem damaligen Musikdirektor der Oper Köln, unter der Intendanz von Oscar Fritz Schuh nach Köln in das damals gerade gegründete „Internationale Kölner Opernstudio“ engagiert. Seine Debütrolle war der Alcalde in der Verdi-Oper Die Macht des Schicksals, seine erste Premierenproduktion die Offenbach-Operette Madame Favart. Sindemann trat zu Beginn seiner Karriere im Fach des lyrischen Baritons mit Schwerpunkten im deutschen Opernfach und der Spieloper auf. In seiner ersten Kölner Spielzeit sang er u. a. Silvio (Der Bajazzo), Fürst Ottokar (Der Freischütz) und Ping (Turandot). 1963 wurde Sindemann dann nach seiner Zeit im Opernstudio festes Ensemblemitglied der Oper Köln. 1963 sang er unter István Kertész den „Zweiten Gefangenen“ in einer Fidelio-Neuproduktion.
Während seines Engagements am Kölner Opernhaus sang Sindemann zahlreiche mittlere und kleinere Partien und entwickelte sich im Bereich der sog. Comprimario-Rollen zu einer langjährigen „Ensemblestütze“. Er galt als „Spezialist für die kleinen, aber wichtigen Nebenrollen“. In Michael Hampes mittlerweile legendärer Kölner Neuinszenierung der komischen Rossini-Oper Die diebische Elster (Spielzeit 1983/84), die auch für das Fernsehen aufgezeichnet und als Mitschnitt veröffentlicht wurde, war Sindemann der Richter. Michael Hampe schuf speziell für Sindemann auch die „besonders anspruchsvolle stumme Figur“ des Dieners in der Cimarosa-Oper Die heimliche Ehe, die er auch bei internationalen Gastspielen, u. a. in Venedig, zur Aufführung brachte. In der Spielzeit 1990/91 war Sindemann unter der Regie von Willy Decker der Höfling Alvarez in einer Neuinszenierung der Offenbach-Operette Blaubart. In der Operetten-Neuproduktion Eine Nacht in Venedig (Spielzeit 1999/00) verkörperte er neben Ulrich Hielscher und Michael Vier einen der drei vertrottelten Senatoren. In der Spielzeit 2002/03 übernahm er in einer Rosenkavalier-Neuproduktion die Rolle des Haushofmeisters bei der Feldmarschallin, die er auch in der Wiederaufnahme der Produktion in der Spielzeit 2006/07 (Juni 2007) und in einer Gala-Aufführung an der Seite von Kiri Te Kanawa (April 2010) noch einmal darstellte. In der Spielzeit 2002/03 übernahm er am Opernhaus Köln außerdem in der Wiederaufnahme der Offenbach-Operette Die Banditen (Inszenierung: Helmuth Lohner) die Rolle des Pietro. Im Oktober 2006 wirkte er in der Uraufführung der Oper Caligula von Detlev Glanert mit. In der Spielzeit 2009/10 war er der Schneider Augustin Moser in Uwe Eric Laufenbergs Neuinszenierung der Wagner-Oper Die Meistersinger von Nürnberg, eine Rolle, die er auch in den Folgeaufführungen der Produktion bis April 2010 immer wieder verkörperte.
Ab 1996 gehörte Werner Sindemann zum Ensemble der neu gegründeten „Kölner Kinderoper“, wo er bis weit über sein 80. Lebensjahr in über 800 Vorstellungen vor jungem Publikum auftrat. In der Spielzeit 2012/13 sang und spielte er in der Kölner Kinderoper Hans Styx in der Neuproduktion der Offenbach-Operette Orpheus in der Unterwelt von Elena Tzavara. 2014 hatte er in der Kinderoper Schneewittchen in der Rolle des „Spiegels“ seinen letzten Bühnenauftritt. Insgesamt war Sindemann 53 Jahre Ensemblemitglied der Kölner Oper.
Werner Sindemann hatte zahlreiche Gastverträge an deutschen Bühnen. Während seiner Anfängerjahre trat er in der Spielzeit 1961/62 an den Wuppertaler Bühnen als Graf Robinson in der komischen Oper Die heimliche Ehe auf. Er sang an der Hamburgischen Staatsoper (u. a. in der Spielzeit 1983/84 den Augustin Moser in einer Meistersinger-Neuproduktion unter der Regie von Herbert Wernicke), am Staatstheater Hannover, an der Staatsoper Stuttgart und am Opernhaus Frankfurt. In der Spielzeit 2009/10 sang er am Aalto-Musiktheater in Essen den greisen Kaiser Altoum in einer Turandot-Neuinszenierung von Tilman Knabe.
1986 gastierte er beim Maggio Musicale Fiorentino in Florenz unter der musikalischen Leitung von Zubin Mehta als Augustin Moser in Die Meistersinger von Nürnberg.
Sindemann lebte in seinen letzten Lebensjahren zurückgezogen in seiner Kölner Wohnung am Marienplatz in der Nähe der Kirche St. Maria im Kapitol. Er starb im September 2019 im Alter von 86 Jahren im Universitätsklinikum Köln.